# Antimima excedens
Antimima excedens är en isörtsväxtart som först beskrevs av L. Bol., och fick sitt nu gällande namn av C. Klak. Antimima excedens ingår i släktet Antimima och familjen isörtsväxter. Inga underarter finns listade i Catalogue of Life.